# Joseph Hansen
Joseph Hansen (19 de juliol del 1923 - 24 de novembre del 2004) va ésser un escriptor de misteri estatunidenc nascut a Aberdeen, Dakota del Sud.
Va ser el creador d'un investigador d'assegurances homosexual, Dave Brandstetter, enquadrat a l'agència Medaillon. Novel·les d'aquest personatge van ser Fade Out (1970), Death Claims (1973), Troublemaker (1975), The Man Everybody Was Afraid of (1978), Skinflick (1979), Gravedigger (1982) i Nightwork (1984). Les investigacions de Brandstetter estan influïdes sovint per la seva condició sexual, que assumeix d'una manera molt conscient i racional.
Altres novel·les de Joseph Hansen són Stranger to Himself (1977), Pretty Boy Dead (1977) i Backtrack (1982).
Hansen va estar casat amb l'artista Jane Bancroft, una lesbiana, des del 1943 fins a la seva mort l'any 1994. Ell mateix deia que la seva relació era allò d'"un home gai i una dona que s'estimaven l'un a l'altre.".